# Davorin Rudolf
Davorin Rudolf, hrvaški pravnik, pedagog in akademik, * 13. februar 1934, Omiš.
Davorin Rudolf je bil profesor za mednarodno pravo na Pravni fakulteti v Splitu in kratek čas hrvaški zunanji minister. Čeprav je po očetu slovenskega rodu, je vselej zastopal dosledno protislovenska stališča glede odprtih vprašanj med državama. Je redni član Hrvaške akademije znanosti in umetnosti.